# Bruno Stagno Ugarte
Bruno Stagno Ugarte (né le 8 avril 1970 à Paris), est un homme politique costaricien. Chef d'état-major du ministère des Affaires étrangères de 1998 à 2000, il a été ministre des Affaires Étrangères de 2006 à 2010 sous la présidence du prix Nobel de la Paix Oscar Arias.

## Biographie
Bruno Stagno a également été président de l´Assemblée des États parties de la Cour pénale internationale de 2005 à 2008.
De 2002 à 2006, il est ambassadeur du Costa Rica auprès des Nations unies.
Il est ensuite directeur exécutif, de 2011 à 2014, de l'organisation Security Council Report. Depuis septembre 2014, il est directeur exécutif adjoint de Human Rights Watch, chargé du plaidoyer.
Il est le fil de l’architecte éponyme. Marié à une Française Laetitia Bayle, avec laquelle il a eu 3 fils.

## Études
Stagno est diplômé de Princeton, de la Sorbonne et de la Georgetown University. 